# Katoensnuitkever
De katoensnuitkever (Anthonomus grandis) is een keversoort uit de familie van de snuitkevers (Curculionidae). De wetenschappelijke naam van de soort is voor het eerst geldig gepubliceerd in 1843 door Carl Henrik Boheman.

## Leefwijze
De kever overwintert in diapauze als imago. De overwintering vindt meestal plaats in de strooisellaag, of als pas uitgekomen volwassene in de waardplant in de cel van de larve. Het vrouwtje legt de eitjes na overwintering in de bloemknoppen van de waardplant, later in het seizoen ook in beginnende katoenbollen. Het volwassen dier zelf eet van het blad van de katoenplant. Eitjes komen na 3 tot 5 dagen uit. De larve leeft 7 tot 12 dagen, het popstadium daarna duurt 3 tot 5 dagen. Als de pop uitkomt vreet de verse imago (volwassen dier) zich een weg uit de bloem of katoenbol, het kevertje is ongeveer 5 millimeter groot. Na 3 tot 7 dagen is de imago geslachtsrijp. Het vrouwtje wordt met feromonen naar het mannetje gelokt en kan al 20 minuten na de paring eitjes afzetten. Het vrouwtje zet gemiddeld een eitje per uur af en kan meerdere keren paren.

## Verspreiding en leefgebied
De soort komt van oorsprong voor in Centraal-Amerika, met name het zuiden van Mexico en Guatemala. De katoensnuitkever is geïntroduceerd in katoenteeltgebieden in de Verenigde Staten, de Caraïben en Zuid-Amerika.

## Schadelijkheid
De katoensnuitkever is bekend als plaaginsect in de teelt van katoenplant, maar gebruikt ook allerlei wilde planten uit de kaasjeskruidfamilie als waardplant. Met name in de Verenigde Staten is deze kever een serieuze bedreiging in de katoenteelt. Er is daarom in 1979 een groot "Boll Weevil Eradication Program" gestart om de kever uit te bannen. Ongeveer een derde deel van de hoeveelheid in de landbouw toegepaste insecticide in de Verenigde Staten gaat naar de bestrijding van deze kever.
Natuurlijke vijanden van de kever zijn de parasitoïde wespen Catolaccus grandis en Bracon mellitor.